# Placide Adams
Placide A. Adams Junior (* 30. August 1929 in New Orleans; † 29. März 2003 ebenda) war ein US-amerikanischer Jazz-Bassist des New Orleans Jazz (gelegentlich auch Schlagzeug). 
Adams stammte aus einer musikalischen Familie und spielte ab 13 Jahren als Schlagzeuger in der Familienband seiner Mutter Dolly Douroux. Sein Bruder Joseph ist ebenfalls Bassist und sein Bruder Justin war Gitarrist und Banjospieler.
Ab den 1960er Jahren wandte er sich dem traditionellen New Orleans Jazz zu und war einer der ersten, der regelmäßig in der 1961 eröffneten Preservation Hall spielten. Mit Alvin Alcorn bestritt er Jazz Brunches im Commander Palace Restaurant (eine der ersten Jazz Brunches in New Orleans) und zuletzt leitete er eine eigene Placide Adams Dixieland Jazz Band für Jazz Brunches im Hilton Hotel. Außerdem leitete er die Onward Brass Band. Er war bis kurz vor seinem Tod aktiv.
Er spielte mit den Bands von Papa Celestin, Louis Cottrell junior, Paul Barbarin und Sweet Emma Barrett und nahm mit ihnen auf. 1964 tourte er in Japan mit George Lewis und konzertierte in Europa. Er trat 1976 mit Al Hirt und der Onward Brass Band in der Carnegie Hall auf und spielte auf dem Mardi Gras mit dem Half-Fast Walking Club von Pete Fountain.
Er spielte in den 1950er Jahren auch Rhythm and Blues mit Musikern wie B. B. King, Clyde McPhatter, Ruth Brown, Roy Brown und Big Joe Turner.  